# George Roose
George Roose (Antwerpen, 3 juli 1881 - Grimma, Duitsland, 24 december 1948) was een Vlaams activist tijdens de Eerste Wereldoorlog en collaborateur tijdens de Tweede Wereldoorlog.

## Levensloop
Roose werd onderwijzer in Borgerhout. Hij werd opgenomen in Vlaamsgezinde kringen en bij het begin van de Eerste Wereldoorlog werd hij bestuurslid van het radicale Jong-Vlaanderen en hoofdredacteur van het activistisch weekblad Ons Land.
In 1917, na de bestuurlijke scheiding, werd hij ingeschakeld in het Vlaams 'ministerie' van Nationaal Verweer, als algemeen bestuurder voor veiligheid, onder de leiding van August Borms.
In november 1918 sloeg hij uiteraard op de vlucht en vestigde zich in Leipzig. Hij werd er compleet werkloos en afhankelijk van Duitse uitkeringen. Deze toestand zou de aanleiding worden voor een ophefmakende zaak.
De archieven van de Raad van Vlaanderen waren namelijk door de Commissie van Zaakgelastigden in oktober 1918 naar Leipzig gestuurd en waren er opgeborgen in een kamer van de faculteit geschiedenis aan de universiteit. Begin 1919 werd Albert Vlamynck er voor verantwoordelijk. In april 1920 kwam het onder de verantwoordelijkheid van Roose, die niets anders te doen had. Hij bracht het archief over naar een dorp bij Leipzig, waar hij een kamer huurde. Hij kwam in contact met Armand Wullus, die spioneerde in de kringen van uitgeweken activisten. In 1924 kwam het tot een transactie en Roose verkocht voor 50.000 frank het archief aan de Ligue nationale pour l'unité belge. Op 25 januari 1925 waren de archieven weer in Brussel en werden van toen af actief gebruikt om het schrikbeeld op te hangen van de separatistische en Duitsvriendelijke activisten. Uiteindelijk zijn de archieven in het Rijksarchief terecht gekomen.
Na de uitdovingswet van 1929 keerde Roose naar België terug. Hij ging in 1933 in Averbode wonen en kon er wat werkjes opknappen in dienst van De Goede Pers. Zo werkte hij mee aan het tijdschrift Hooger Leven. In 1937 verhuisde hij naar Brussel en werd er redactiesecretaris van het tijdschrift Omroep. 
Tijdens de Tweede Wereldoorlog of zelfs al voordien was hij een overtuigd nationaalsocialist geworden. Hij sloeg dan ook in september 1944 opnieuw op de vlucht naar Duitsland. Hij ging in de buurt van Leipzig wonen en overleed er weldra.